# Manuel Alejandro García Sánchez
|  | Aquest article tracta sobre el futbolista basc. Si cerqueu el futbolista asturià, vegeu «Manuel García Alonso». |

Manuel 'Manu' Alejandro García Sánchez, més conegut com a Manu García (Vitòria, 26 d'abril de 1986) és un futbolista professional basc que juga com a migcampista per l'Aris Limassol xipriota. També pot jugar com a interior, o fins i tot com a lateral esquerre.

## Carrera esportiva

### Primers anys
Nascut a Vitòria, Àlaba, García es va formar al planter de la Reial Societat, i va debutar com a sènior amb la Reial Societat B la temporada 2005–06 a la segona B.

### Eibar i cessió al Real Unión
El juliol de 2008 va signar contracte amb la SD Eibar de segona divisió, tot i que fou immediatament cedit al Real Unión de la Segona B. García va jugar amb regularitat durant la seva cessió, i va marcar vuit gols per ajudar el seu equip a ascendir a la segona divisió després de 44 anys. El juliol de 2009 va retornar als Armeros, els quals varen descendir a segona B; malgrat que va ser titular indiscutible la temporada següent, la 2009–10 a Segona B, fou descartat el juliol 2010.

### Logroñés
El 30 de desembre de 2010, García va fitxar per la UD Logroñés. la temporada 2011–12 va marcar set gols, i l'equip va quedar a només dos punts dels play-offs d'ascens a segona divisió.

### Alavés
El juny de 2012, García va marxar al Deportivo Alavés, on fou titular indiscutible en la seva primera temporada, la 2012–13 a Segona B, en què va jugar 37 partits de lliga, i el seu equip va assoolir l'ascens a segona divisió.
El 24 d'agost de 2013 va ser el seu primer partit com a professional, un empat 1–1 a casa contra la UD Las Palmas. Va marcar el seu primer gol com a professional el 15 de setembre de 2013, en una derrota per 1–2 a fora contra el Reial Múrcia. El 2 de juliol de 2014, va signar un nou contracte per dos anys amb els bascos.
García va contribuir amb 37 partits i cinc gols en la temporada 2015-16 de la segona divisió, en què l'Alavés va retornar a La Liga després de deu anys. Va debutar en la nova categoria el 21 d'agost, com a titular, i marcant un gol a darrera hora, el de l'empat 1–1 contra l'Atlètic de Madrid.

### Aris Limassol
El 10 d'agost de 2021, va signar contracte amb l'Aris Limassol de Xipre.

## Palmarès
Alavés
- Segona Divisió: 2015–16